# Cristo en casa de Marta y María (Tintoretto)
Cristo en casa de Marta y María es un cuadro del pintor italiano Tintoretto. Está realizado en óleo sobre lienzo. Mide 200 cm de alto y 132 cm de ancho. Fue pintado hacia 1580, encontrándose actualmente en la Alte Pinakothek de Múnich, Alemania.
Esta es una obra tardía de Tintoretto, en la que se evidencia su superación del manierismo, tendiendo ya al barroco.
El tema está tratado de forma muy diferente a las representaciones anteriores, especialmente neerlandesas, ya que no se centra en la escena de la cocina, sino que destacan las tres figuras, monumentales, relacionándose entre sí de un modo espontáneamente comprensible. Se observa una correspondencia entre los colores de las vestiduras de Cristo y la mujer en primer plano. Las figuras principales están dispuestas de manera circular.
La composición se basa en escorzos. El punto de fuga lleva desde Cristo hasta la puerta y el interior de la cocina. De esta manera lleva la mirada del espectador hasta el fondo y, además, logra reflejar el movimiento.